# Justus Rosenberg
Justus Rosenberg   (Ciutat Lliure de Danzig, 23 de gener de 1921 - Rhinebeck, 30 d'octubre de 2021) va ser un educador estatunidenc d'origen polonès i membre de la Resistència durant la Segona Guerra Mundial. Va ser professor emèrit de llengües i literatura al Bard College. Durant la Segona Guerra Mundial, Rosenberg va formar part d'una xarxa franco-nord-americana que va ajudar a portar intel·lectuals i artistes de la França de Vichy als Estats Units. Va fer 100 anys el 23 de gener de 2021 i va morir el 30 d'octubre.

## Comitè de rescat d'emergència
Durant la Segona Guerra Mundial, Rosenberg es va unir al Comitè de Rescat d'Emergència, una xarxa creada per Varian Fry per a treure artistes i intel·lectuals de la França de Vichy. Rosenberg es va unir al grup de Marsella als 17 anys. Les seves primeres funcions amb el grup eren d'oficina i missatgeria, portant missatges i falsificant documents d'identitat a aquells que el grup estava tractant de salvar. Pel seu servei en temps de guerra, Justus va rebre una Estrella de Bronze i un Cor Porpra i el 2017 l'ambaixador francès als Estats Units va fer personalment a Rosenberg Comandant en la Légion d’Honneur, entre les decoracions més altes de França, pel seu heroisme durant la Segona Guerra Mundial.

## Carrera acadèmica
Després de la guerra, Rosenberg va poder obtenir un visat per emigrar als Estats Units. Després va obtenir llocs a la Universitat de Swarthmore, The New School i en particular al Bard College, on va ensenyar des de 1962.